# Agualva-Cacém
Agualva-Cacém – miasto w Portugalii. Składa się z dwóch parafii: Agualva e Mira-Sintra i  Cacém e São Marcos, które w 2021 roku liczyły łącznie 81 006 mieszkańców. Prawa miejskie otrzymało 12 lipca 2001.